# Chlorobactène
Le chlorobactène est un caroténoïde de formule chimique C40H52.
Présent dans les bactéries vertes photosynthétiques telles que Chlorobaculum tepidum, il joue un rôle de métabolite bactérien.
Le biomarqueur sédimentaire chlorobactane dérive du chlorobactène et de l'hydroxychlorobactène de ces espèces pigmentées vertes.